# Night Driver
Night Driver è un simulatore di guida prodotto da Atari nel 1976. Si tratta di uno dei primi esempi di videogioco di guida dotato di visuale in prima persona con grafica in tempo reale, probabilmente preceduto di un anno dal tedesco Nürburgring 1. Inizialmente proposto come arcade dotato di volante, pedale e marce, è stato in seguito convertito per Atari 2600 e Commodore 64.

## Modalità di gioco
Dotato di visuale in prima persona, il gioco simula una strada percorsa di notte, visibile soltanto grazie ai paletti bianchi posti ai lati di essa. Per le limitazioni hardware dell'epoca, l'auto visibile sullo schermo del cabinato arcade in realtà è un inserto di plastica colorata sovrapposto al monitor.
Scopo del gioco è percorrere più strada possibile nel tempo limitato. In caso di uscita di strada l'auto si arresta, perdendo del tempo, ma può ripartire. 
Solo nella versione Atari 2600 sono presenti, di tanto in tanto, altri veicoli da evitare e alberi e case decorativi ai lati della strada.

## Altre versioni
Night Driver è stato prodotto anche per altri sistemi: la versione Atari 2600, scritta da Rob Fulop, è a colori, utilizza una paddle come sistema di controllo, ed è priva delle marce; soffre parecchio del fenomeno del flickering, ovvero la grafica a colori "sfarfalla" perché viene aggiornata in ritardo a causa delle limitazioni dell'hardware.
La versione Commodore 64 venne sviluppata da HAL Laboratory; l'edizione su cartuccia per Commodore MAX ha il titolo Road Race. Ne uscì anche un clone intitolato Night Drive.
Nel 2004 è stato incluso nella raccolta Atari: 80 Classic Games in One, per Microsoft Windows, Xbox e PlayStation 2.
Per Apple II apparvero un clone non ufficiale all'interno di Bill Budge's Trilogy of Games (1980) e un gioco simile, International Gran Prix (1981). Per Commodore VIC-20 uscì un clone della Commodore intitolato Road Race o Midnight Drive.
Datsun 280 ZZZAP è un titolo arcade simile, prodotto da Midway Games lo stesso anno.